# Elallergi
 Denne artikel bør gennemlæses af en person med fagkendskab for at sikre den faglige korrekthed.
    Artiklen mangler helhed og nogle passager er muligvis også forældede

Elallergi (også kaldet eloverfølsomhed og elektrohypersensitivitet, forkortet EHS) er begreber, som beskriver en række allergilignende symptomer, der angiveligt skyldes en overfølsomhed over for elektromagnetisme. Elallergi er ikke anerkendt som en fysisk lidelse, hverken i Danmark eller af WHO.  Folk, som lider af EHS, angiver at være særligt overfølsomme over for elektromagnetisme, dvs. de kan blive dårlige af at opholde sig i nærheden af mobiltelefoner, højspændingsledninger, større elektroniske apparater mm. Symptomerne kan omfatte søvnforstyrrelser, hovedpine, almen træthed, koncentrationsbesvær, svimmelhed, irriteret hud, hurtig hjerterytme, hjerterytmeforstyrrelser og bevidsthedspåvirkning. Det er endnu uvist, hvad der inde i kroppen får folk til at lide af disse symptomer, flere teorier er i spil, men der er ingen videnskabelige beviser der underbygger nogen af dem. Et eksempel på en fremført teori er, at nogle mennesker ubevidst kan reagere på elektromagnetiske felter som visse trækfugles "indbyggede kompas". Elallergi kan medføre problemer med at finde arbejde, da der på de fleste arbejdspladser i dag er meget elektronisk udstyr.

## Forskning
Eloverfølsomhed kan ikke påvises i videnskabelige forsøg trods omfattende forskning. Eloverfølsomme patienter, som i dobbeltblinde forsøg har troet de blev udsat for mobiltelefonsignaler, har angivet, at de fik kraftig hovedpine, selvom der ikke på det tidspunkt var signaler, hvilket tyder på, at symptomerne ikke forårsages af elektromagnetiske felter, men i stedet af psykologiske årsager, en såkaldt noceboeffekt. En stor videnskabelig rapport fra 2005 vurderede 31 forsøg med 725 participanter, der selv mente, de led af EHS. Konklusionen på rapporten er, at det ikke er muligt at påvise en sammenhæng mellem symptomerne og elektromagnetisk stråling, dog fastslås det, at symptomerne er ægte, og kan have en alvorlig påvirkning på personens helbred. På baggrund af denne rapport har WHO konkluderet:
"EHS er kendetegnet ved en række ikke-specifikke symptomer, der er forskellige fra individ til individ. Symptomerne er sikkert reelle og kan variere meget i deres sværhedsgrad. Uanset årsagen, kan EHS være et invaliderende problem for det påvirkede individ. EHS har ingen klare diagnostiske kriterier, og der er ikke noget videnskabeligt grundlag for at linke EHS symptomer til EMFeksponering. Endvidere er EHS ikke en medicinsk diagnose." 

## Forekomst
Forekomsten af EHS er blevet anslået som værende mellem nogle få tilfælde per million til 5% af befolkningen, afhængigt af placeringen og definition af tilstanden.
I 2002 fandt en spørgeskemaundersøgelse af 2.072 mennesker i Californien, at forekomsten af selvrapporteret EHS i gruppen var 3%, hvor EHS er defineret som "at være allergisk eller meget følsom for at komme i nærheden af elektriske apparater, computere eller elledninger ".
En lignende spørgeskemaundersøgelse fra samme år i Stockholm, fandt en prævalens på 1,5% af selvrapporteret elallergi i prøven, med elektromagnetisk overfølsomhed er defineret som "overfølsomhed eller allergi over for elektriske eller magnetiske felter".
En undersøgelse i Schweiz i 2004 fandt en prævalens på 5% i en gruppe på 2.048.
En engelsk undersøgelse fre 2007, rettet mod en tilfældigt udvalgt gruppe på 20.000 personer fandt en prævalens på 4%.
En gruppe forskere har forsøgt også at estimere antallet af personer, der fremsætter "subjektive symptomer" på EHS for Europa-Kommissionen. De konkluderede, at "forskellene i forekomsten var delvist grundet forskellene af tilgængelig information og medieopmærksomhed omkring elektromagnetisk overfølsomhed, i forskellige lande." De samme synspunkter er blevet udtrykt af andre kommentatorer.

## Eksterne kilder
- EHS Foreningen af el-overfølsomme Arkiveret 2. januar 2014 hos  Wayback Machine
- DTU-forsker med sølvklæde på for åben skærm: Jeg er el-overfølsoming.dk, 9. mar 2012
- Vigtigt at vide om El-Overfølsomhed Arkiveret 24. december 2013 hos  Wayback Machine mcs-danmark.dk